# Dios del viento y Dios del trueno (Kōrin)
Dios del viento y Dios del trueno (風神雷神図 Fūjin Raijin-zu?) son una pareja de biombos del siglo XVIII pintados por el artista japonés Ogata Kōrin. Se trata de una replica de la obra homónima de Tawaraya Sōtatsu. Representan a las deidades sintoístas Raijin (izquierda), dios de los truenos y las tormentas, y Fūjin (derecha), dios del viento. Esta obra es un Bien Cultural Importante de Japón.

## Influencia
Se cree que el Dios del viento y Dios del trueno de Sōtatsu estaba en el templo Myoko-ji, un templo filial del Kennin-ji, y Kōrin conoció esta obra allí. Los investigadores especulan que conoció la obra alrededor de 1710. Del mismo modo, la familia Ogata conservaba obras y materiales de Sōtatsu en relación con Honami Kōetsu (1558-1637). Más tarde, Sakai Hōitsu (1761-1828) y Suzuki Kiitsu (1796-1858) crearon obras similares, que simbolizaban el estilo pictórico de la escuela Rinpa.

## Estilo

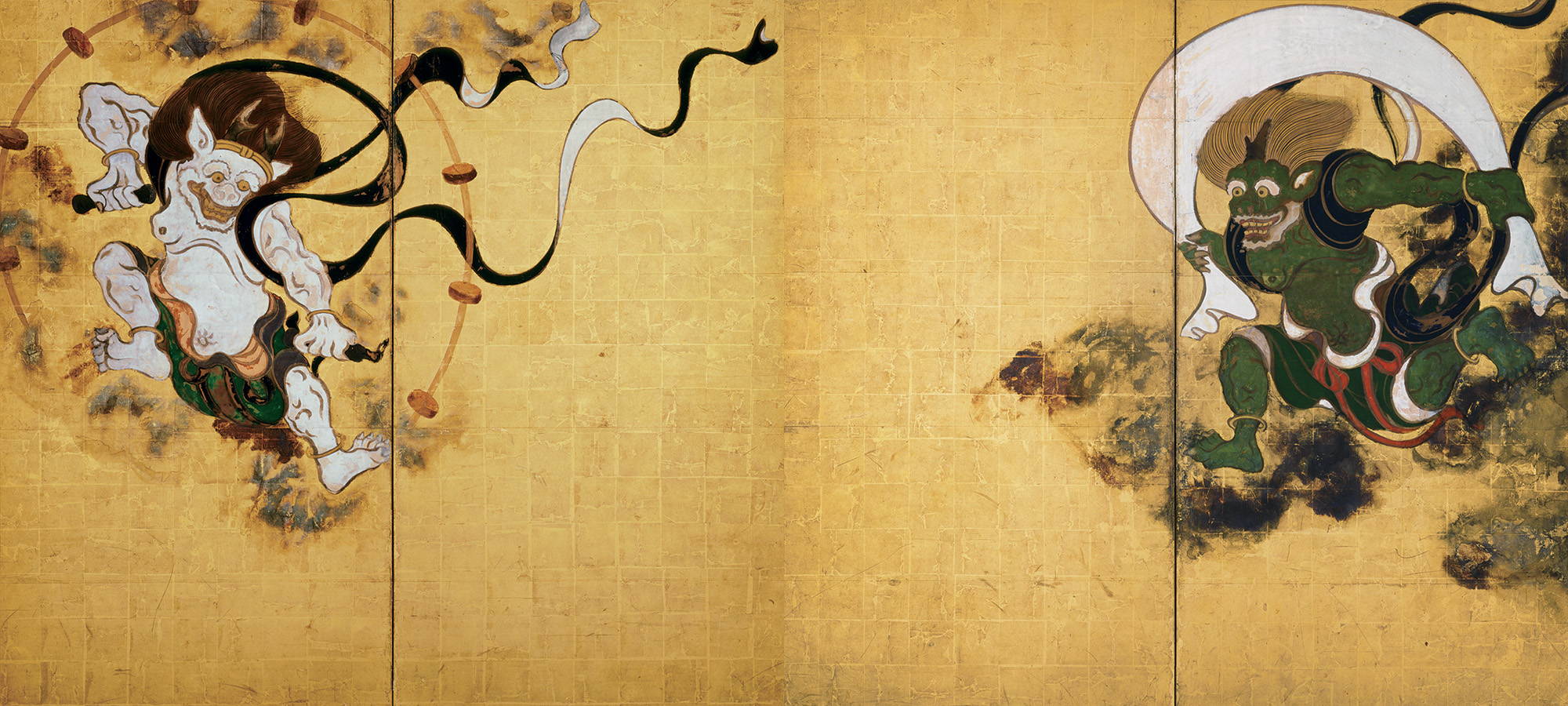
Versión original de Dios del viento y Dios del trueno, de Sōtatsu

Los biombos fueron pintados con tinta y colores sobre un papel dorado. Al formar parte de la escuela Rinpa, destacan los colores planos y el uso de la línea libre. A diferencia del original, las formas de ambas deidades están más definidas. La técnica tarashikomi se hace notar en las nubes negras sobre las que flotan los personajes.
Las imágenes de Fūjin (el Dios del viento) y Raijin (el Dios del trueno) están dispuestas en los extremos de ambos biombos, creando así una sensación de amplitud. En la pintura de Sōtatsu, los ojos de ambos dioses miran hacia abajo, mientras que en la de Kōrin se miran el uno al otro. Además, los rostros de las dos deidades parecen más suaves que los de la obra original.

## Parte trasera
Este biombo llegó a pertenecer a la familia de Sakai Hōitsu, un artista perteneciente a la escuela Rinpa. Sobre la parte trasera de la obra, Sakai pintó su célebre Plantas florecientes de verano y otoño. De este modo, el biombo se convirtió en un símbolo del arte de la escuela Rinpa, pero ambas partes fueron finalmente separadas para evitar posibles daños.

Plantas florecientes de verano y otoño
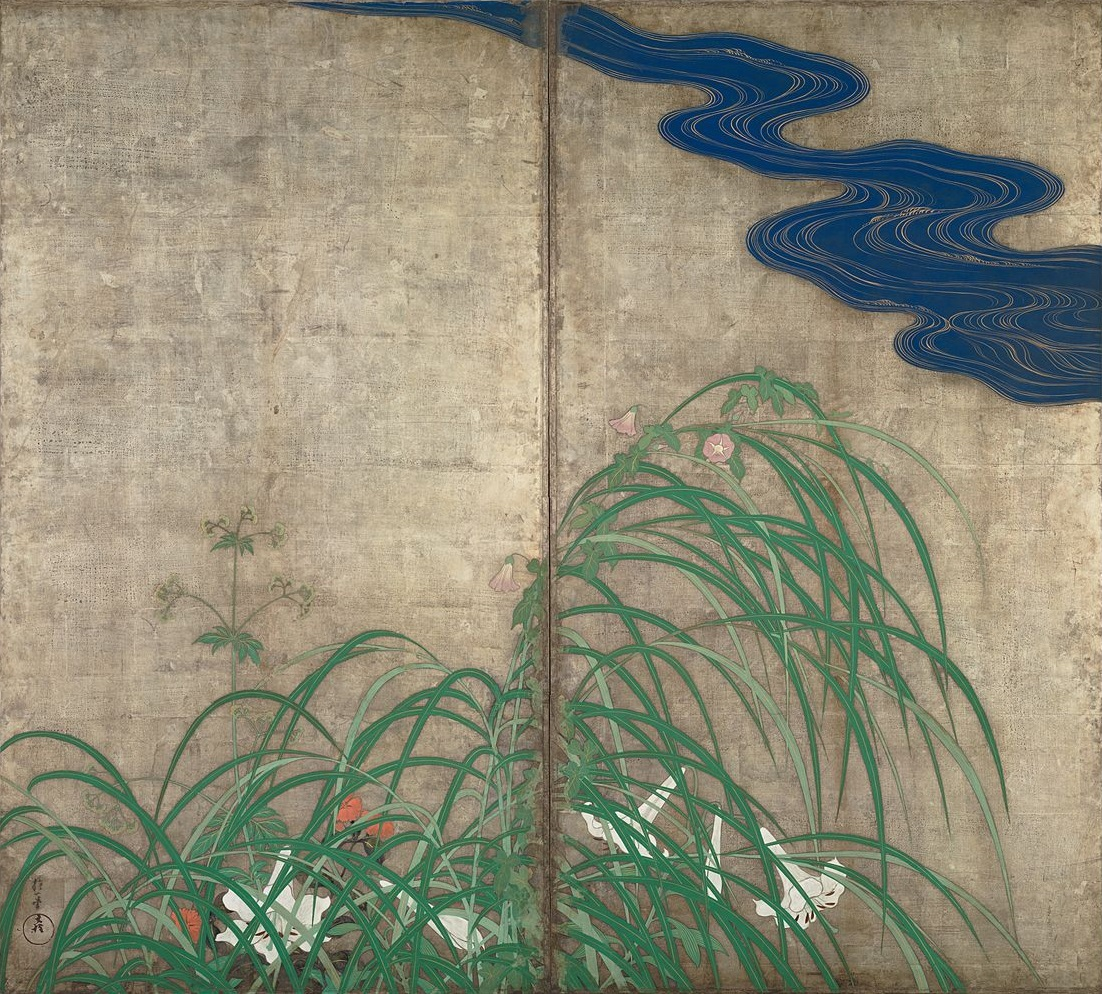

## Exhibiciones
Los biombos son parte de la colección del Museo Nacional de Tokio, donde son exhibidos ocasionalmente. Fueron mostrados en 2017 en el museo, y previamente fueron expuestos en 2008, 2012, 2013, y 2014. Además, las tres versiones de la obra fueron exhibidas juntas por primera vez en setenta y cinco años en 2015, en la muestra del Museo Nacional de Kioto "Rinpa: La estética de la capital".